# Julian Casablancas
Julian Fernando Casablancas (ur. 23 sierpnia 1978 w Nowym Jorku) – amerykański piosenkarz, autor tekstów i muzyk, bardziej znany jako wokalista i naczelny autor tekstów rockowego zespołu The Strokes. Casablancas rozpoczął karierę solową wydając album Phrazes for the Young 3 listopada 2009 roku.

## Wczesny okres życia, edukacja i życie osobiste
Julian Fernando Casablancas urodził się w Nowym Jorku jako syn katalońsko-amerykańskiego potentata biznesowego Johna Casablancasa, założyciela agencji modelek Elite Model i Jeanette Christiansen, byłej modelki i Miss Danii. Ma siostry Cecile i Ninę oraz braci Fernando i Johna jr. Jego dziadek ze strony ojca, Fernando Casablancas, jest dobrze znanym biznesmenem z branży włókienniczej. Jego rodzice rozwiedli się i jego matka poślubiła malarza Sama Adoquei. Adoquei pomógł ukształtować wczesny muzyczny gust Casablancasa, wystawiając go na działanie takiej muzyki jak The Doors, która znacznie różniła się od Phila Collinsa, którego słuchał.
Pierwszym członkiem The Strokes, jakiego spotkał Casablancas, był Nikolai Fraiture, który uczęszczał z nim do Lycée Français de New York (Fraiture ukończył je w 1997 r., Casablancas w 1996). Kiedy miał 14 lat, ojciec wysłał go do instytutu Le Rosey, elitarnej szkoły z internatem w Szwajcarii. Podczas krótkiego pobytu w Szwajcarii Casablancas spotkał kolejnego przyszłego członka The Strokes, Alberta Hammonda Jr. Casablancas uczęszczał do Dwight School z dwoma innymi przyszłymi Strokes’ami, Nickiem Valensim i Fabrizio Moretti. Casablancas nigdy nie ukończył szkoły, ale pobierał naukę w klasie muzycznej, gdzie – jak powiedział – po raz pierwszy cieszył się ze swojego pobytu tam. W 1998 Casablancas i pozostali założyli zespół The Strokes.
5 lutego 2005 roku w Nowym Jorku Casablancas poślubił Juliet Joslin, asystentkę managera The Strokes. Para ma syna, Cala, urodzonego 23 stycznia 2010 r. Drugi syn, Zephyr, urodził się 27 marca 2015 r. Julian i Juliet rozwiedli się w 2019 roku. Od 2020 r. mieszka w Los Angeles.

## Kariera muzyczna

### Muzyczne wpływy
Za swoje ulubione utwory wszech czasów Casablancas uznaje „A change is gonna come” Sama Cooke’sa i „Oh! Look at me now” Franka Sinatry. Ponadto przyznaje, jak duży wpływ na jego teksty i styl śpiewania mają tacy artyści jak Lou Reed czy The Velvet Underground. „Sposób, w jaki Lou Reed pisał i śpiewał o narkotykach i seksie, o ludziach dookoła niego, było tak rzeczywiste” – oświadczył Casablancas w wywiadzie dla Rolling Stone. „Reed mógł w romantyczny sposób sportretować te szalone sytuacje, ale był również realistą. To była poezja i dziennikarstwo.”

### Praca solowa
Jego pierwszy solowy album, Phrazes for a Young (inspirowany książką Oscara Wilde’a Phrases and Philosophies for the Use to Young) w Wielkiej Brytanii został wydany 2 listopada 2009 r., a w Stanach Zjednoczonych 3 listopada tego samego roku. Producentem albumu nagranego w Omaha, Nebrasce i nowojorskim domu Juliana był Jason Lader. Album był pod silnym wpływem nowej fali i elektroniki, z wykorzystaniem syntezatorów Casablancasa w wielu piosenkach. Julian omówił jego nowe brzmienie mówiąc „Odszedłbym od dziwactw w muzyce, ale chciałem być mądry. Nie chciałem, żeby ludzie mówili, OK, to jest jego dziwaczne abstrakcyjne coś, i odrzucili ten album. Pracowałem zbyt ciężko, żeby do tego doszło... Chciałem być oryginalny w zwariowany sposób i wypełnić lukę pomiędzy muzyką tradycyjną a współczesną”.
Aby w związku z wydaniem płyty, w październiku Casablancas zagrał serię koncertów w Los Angeles, następnie od 30 listopada 2009 r. występował z The Sick Six w Europie.

### Inne zajęcia
Casablancas pokazał swój talent jako multiinstrumentalista poprzez gościnne występy. Grał na gitarowym syntezatorze i użyczał swojego wokalu w chórkach do piosenki „Sick, sick, sick” zespołu Queens of the Stone Age, grał na gitarze basowej i śpiewał w chórkach do „Scared” Alberta Hammonda Jr i grał na drugim zestawie perkusyjnym w „Evening sun” Strokes’ów.
Casablancas posłużył również jako inspiracja dla kilku innych muzyków i malarki Elizabeth Peyton. Piosenka Courtney Love pt. „But Julian, I’m a little bit older than you” z jej debiutanckiego albumu America’s Sweetheart (wydanego w 2004 r.) została napisana właśnie o nim.
Casablancas, wraz z The Strokes, wykonał cover utworu Marvina Gaye’a „Mercy mercy me” z Joshuą Homme’m na perkusji i Eddiem Vedderem w chórkach. Cover został wydany w 2006 r.
W 2008 r. Casablancas nagrał dla Converse’a piosenkę z Santigold (wtedy znajej jako Santogold) i Pharrellem N*E*R*D pt. „My drive thru”. Pojawił się także w kampanii reklamowej.
W 2009 Casablancas nagrał piosenkę z Andym Sambergiem, Jormą Taccone i Akivą Schaffer z The Lonely Island pt. „Boombox” znajdującą się na ich debiutanckiej płycie i występował z SNL Digital Short w tej samej piosence. Współpracował także z Danger Mouse and Sparklehorse i nagrał z nimi piosenkę „Little girl”.
21 grudnia 2009 r. wykonał „I wish it was Christmas today” w Late Night z Jimmym Fallonem.
7 czerwca 2011 r. Azzaro Pefume wybrało Juliana do reprezentowania ich nowego zapachu dla mężczyzn, Decibel i skomponowania muzyki do reklamy. Niecały miesiąc później Casablancas za pośrednictwem swojego Twittera potwierdził, że skomponował piosenkę dla Azzaro Perfume.
W 2013 roku nagrał wokal do piosenki „Instant Crush” z czwartego albumu studyjnego francuskiego duetu Daft Punk – Random Access Memories.
W 2020 razem z Davidem Crossem został hostem fikcyjnego radia „Kult FM” w grze Grand Theft Auto Online.